# Lisa M
Marlisa Marrero Vázquez (San Juan, Porto Rico de 16 de Janeiro de 1974), mais conhecida pelo seu nome artístico Lisa M ou seus apelidos "A Rainha do Rap Espanhol" ou "La Suprema" (A Suprema), é uma cantora, compositora, produtora musical, dançarina e disc jockey porto-riquenha que funde gêneros como pop, merengue, rap e reggaeton. Ela é conhecida como uma das primeiras artistas de rap feminino a estrear em Porto Rico. Ela revelou ser lésbica pelo Facebook em 16 de Abril de 2010.

## Discografia

### Álbuns
- 1988: Trampa
- 1990: No Lo Derrumbes
- 1991: Flavor of the Latin
- 1992: Ahora Vengo Alborotá
- 1996: Soy Atrevida
- 1996: Muévelo (Your Booty)
- 1999: Y Sobreviví
- 2006: Respect
- 2007: Respect Deluxe Edition

### Aparições em álbuns
| Ano  | Álbum                                 | Canções apresentadas                   |
| ---- | ------------------------------------- | -------------------------------------- |
| 2002 | La Familia: Above All                 | "Hombre Perfecto feat. Las Chiviricas" |
| 2003 | NYC Sex                               | "Come To My Party"                     |
| 2005 | Tony Touch: The Reggaetony Album      | "Toca-Me-La"                           |
| 2005 | Adassa: Kamasutra                     | "Ya No Soy Tu Mujer"                   |
| 2005 | Eliel Presenta - Monster Reggaeton CD | "That Is The Flow"                     |